# Поркуян, Валерий Семёнович
Валерий Семёнович Поркуян (первоначальный вариант написания фамилии — Паркуян; укр. Валерій Семенович Поркуян, род. 4 октября 1944, Кировоград) — советский футболист, советский и украинский тренер, нападающий советских клубов и сборной СССР, Мастер спорта СССР международного класса (1966), заслуженный мастер спорта СССР (1991).

## Биография
Родился на Украине, в городе Кировограде. Начал играть в 1957 году в родном городе, в ДЮСШ при клубе «Звезда», первый тренер — Виктор Третьяков. Дебютировал в соревнованиях команд мастеров в 1962 году. Во время одной из игр, на нападающего обратил внимание главный тренер винницкого «Локомотива» Матвей Черкасский, который вскоре перешёл в «Черноморец», куда переманил и Поркуяна. Со второго круга сезона 1965 года закрепился в основе «Черноморца».
В начале 1966 года вынужден был перейти в киевское «Динамо», хотя уходить из «Черноморца» не хотел. В первом матче против «Зенита» в розыгрыше на Кубок СССР забил гол. К моменту начала чемпионата мира в Англии был в числе ведущих нападающих страны — забил 4 мяча в чемпионате. Был взят на чемпионат в последний момент, его кандидатуру поддержал Качалин. Вместе с командой отправился на сборы в Швецию, где в контрольных играх забил 4 мяча. Сборная выиграла 2 матча в группе, после чего на игру против чилийцев Николай Морозов решил выставить ближайший резерв. Поркуян в дебютной игре за сборную забил два мяча, и на следующие матчи первенства выходил уже в основном составе.
В 1/4 финала, в игре против Венгрии забил гол, а после в одном из опасных моментов у своих ворот спас сборную от неминуемого гола, когда подставил грудь под летящий в сетку мяч. В полуфинале против сборной ФРГ забил гол. Кроме того, мог и сравнять счёт, но неудачно подставил голову под мяч, который ушёл выше ворот.
После чемпионата мира, однако, не стал ведущим игроком команды — вследствие внутренних интриг был отодвинут от основы. В составе клуба выходил нечасто, забивал мало. После сезона 1969 решил перейти в «Черноморец». Хотя руководство «Динамо» было против, но по настоянию тренера Маслова, Поркуяна отпустили в Одессу.
Из «Черноморца» был вызван в сборную СССР и взят на чемпионат мира в Мексике (1970). На чемпионате не сыграл ни разу, поскольку тренеры считали, что Поркуян выглядит слабее других нападающих.
«Черноморец» вылетел из высшей лиги, и Поркуяна стал звать к себе в «Днепр» молодой тренер Валерий Лобановский (команда как раз вышла в высшую лигу), который знал игрока ещё по совместным выступлениям за одесский клуб. Сезон 1971 Поркуян отыграл за «Черноморец», но поскольку команде не удалось вернуться в высшую лигу, решил принять предложение Лобановского.
С 1972 по 1975 играл за «Днепр». Пока в команде был Лобановский, Поркуян был незаменим. В 1974 Лобановского сменил Каневский, который по завершении сезона 1975 года дал понять Поркуяну, что тот клубу больше не нужен.
Поркуян думал продолжить карьеру в «Таврии», но заявить его не разрешили. Тренер Сергей Шапошников предложил ему заняться тренерской работой, взять в работу команду из Керчи (играла среди коллективов физкультуры). С командой Покуян провёл предсезонный сбор, потом руководил первую часть сезона. Во второй половине года из-за конфликта с кураторами команды покинул команду.
С 1977 года тренировал несколько команд в украинской зоне второй лиги чемпионата СССР.
Затем работал с юношами одесского СКА, в 1982 был тренером-селекционером в «Черноморце».
Спустя некоторое время выступал в играх ветеранских команд. В одной из игр к нему подошёл председатель колхоза «Благое» (Одесская область) и предложил заняться тренерской работой в колхозе. Поркуян согласился и отработал на этом месте 10 лет.
В 1990-х по приглашению Леонида Буряка стал его помощником в «Черноморце».
19 февраля 2014 года на аллее футбольной славы ФК «Черноморец» (Одесса) были открыты две новые именные плиты, одна из которых посвящена Валерию Поркуяну.
Жена Алла — сестра Анатолия Лисаковского.

## Достижения

### Командные
Динамо (Киев)
- Чемпион СССР (3): 1966, 1967, 1968
- Обладатель Кубка СССР: 1966

### Личные
- Обладатель «Бронзовой бутсы» чемпионата мира: 1966
- В списках лучших футболистов сезона в СССР: № 2 (1966)
- В списках лучших футболистов УССР[укр.] (3): № 2 (1965, 1966, 1970)
- Один из обладателей приза «Лучшие дебютанты сезона»: (1965)
- Мастер спорта СССР международного класса (1966)
- Заслуженный мастер спорта СССР (1991)
- Участник чемпионатов мира: 1966, 1970

## Награды
- 2004: согласно указу городского головы города Одессы, Поркуяну В. С. был вручен Почетный знак «За заслуги перед Одессой».[8]
- Награждён орденом «За заслуги» III степени (2004)[9]